# Luci Licini Murena (pretor)
Luci Licini Murena (en llatí Lucius Licinius Murena) era germà de l'erudit Publius Licinius Murena i fill de Publius Licinius Murena, el primer que va portar el cognomen Murena. Formava part de la gens Licínia.
Va ser probablement pretor abans de servir amb Sul·la a Grècia. Era present a la batalla de Queronea (86 aC) on Arquelau, el general de Mitridates VI Eupator, va ser derrotat, i en aquesta batalla va dirigir l'ala esquerra i va lluitar contra el general Tàxiles.
Murena va acompanyar a Sul·la a la Troade on es va signar l'any 84 aC la pau amb Mitridates. Murena va quedar-se com a propretor a Àsia amb el comandament de les dues legions de Fímbria que havien abandonat a aquest i s'havien passat a Sul·la.
La segona guerra mitridàtica va ser gairebé obra de Murena, que desitjava els honors del triomf. Va buscar un enfrontament amb Mitridates, va prendre Comana a Capadòcia i en va saquejar el temple. Mitridates es va queixar a Roma invocant els acords de Pau. Murena va dir que no hi havia res escrit, cosa que era certa, ja que s'havien fet uns tractats de pau verbals. Mentrestant Murena va travessar el riu Halis i va saquejar el territori de Mitridates, aconseguint un immens botí. El legat senatorial Quint Calidi, li va donar ordres de parar la guerra però Murena va demanar les ordres per escrit. Al no portar-ne, Murena va seguir atacant Mitridates. Finalment Mitridates es va haver de defensar i va guanyar una cruel batalla segurament vora del riu Halis en la que les forces de Murena van ser derrotades i van patir serioses baixes i es va haver de retirar cap a Frígia.
L'any 81 aC Sul·la va enviar a Aule Gabini amb ordres estrictes per Murena de parar la guerra, que aquest va haver d'obeir. Va tornar a Roma aquell mateix any i va celebrar un triomf que no mereixia.
Va morir algun temps després. Va deixar almenys un fill de nom Luci Licini Murena, cònsol l'any 62 aC.